# Paul Sültenfuß
Paul Sültenfuß (* 12. August 1872 in Königsborn; † 28. April 1937 in Düsseldorf) war ein deutscher Architekt.

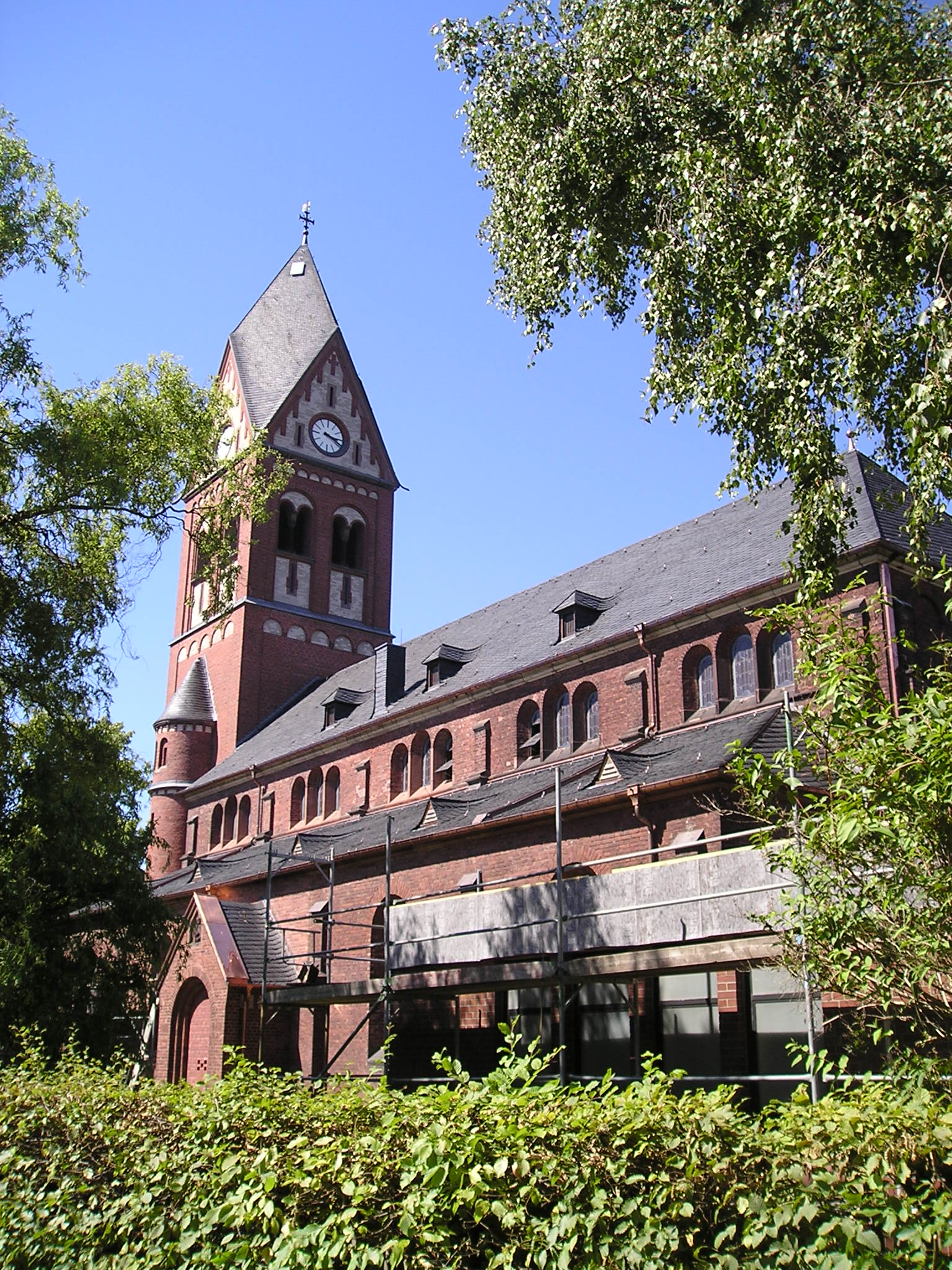
Herz-Jesu-Kirche, Düsseldorf-Urdenbach

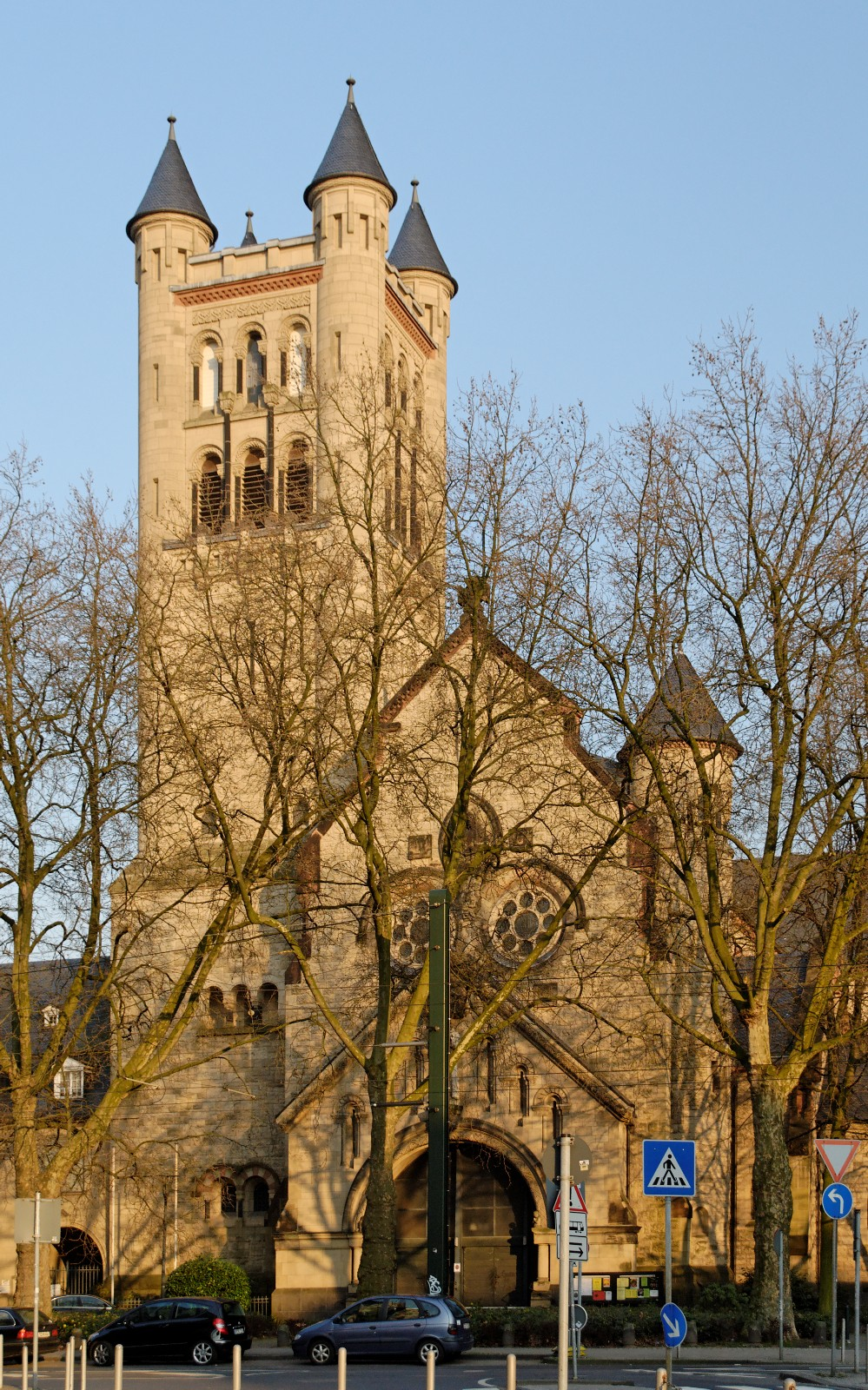
Pfarrkirche St. Antonius, Düsseldorf-Friedrichstadt

Paul Sültenfuß wurde 1872 als Sohn des damals als technischer Direktor der Saline Königsborn tätigen Architekten Wilhelm Sültenfuß (1844–1924) geboren.
Am 12. März 1890 zog Sültenfuß von Hannover nach Düsseldorf und wohnte in der Heinestraße 12. Am 24. Februar 1908 heiratete er in Düsseldorf Anna Gummersbach (* 4. September 1886 in Agram, Kroatien; † 29. Januar 1918 in Düsseldorf). Zuletzt wohnten beide in der Sternstraße 25 in Düsseldorf. Sie hatten zwei Kinder: Irmgard Anna Wilhelmine Sültenfuß (* 11. Dezember 1908 in Düsseldorf) und Erika Gabriele Pauline Josefine Sültenfuß (* 31. Oktober 1911 in Düsseldorf). 1922 wurde Paul Sültenfuß an der Technischen Hochschule Aachen mit einer Dissertation über Das Düsseldorfer Wohnhaus bis zur Mitte des 19. Jahrhunderts promoviert.

## Werk

### Bauten und Entwürfe (Auswahl)
- 1911–1914: Erweiterung der katholischen Herz-Jesu-Kirche in Düsseldorf-Urdenbach (gemeinsam mit seinem Vater Wilhelm Sültenfuß)[5]
- 1909: katholische Pfarrkirche St. Antonius in Düsseldorf-Friedrichstadt (gemeinsam mit seinem Vater Wilhelm Sültenfuß)[6]
- 1922: Wettbewerbsentwurf für die Barmer Creditbank (Umbau Hôtel Vogeler) in (Wuppertal-)Barmen (prämiert mit einem von vier gleichrangigen Preisen)[7]
- 1928–1930: Pfarrkirche St. Notburga in Viersen-Rahser (gemeinsam mit Kuno Seidel; unter Denkmalschutz)

### Schriften (Auswahl)
- Das neue Düsseldorf nach Schleifung der Wälle. Die Baumeister Adolf von Vagedes, Johann Peter Cremer, Peter Köhler, Karl Friedrich Schinkel, Anton Schnitzler. In: Zeitschrift des Rheinischen Vereins für Denkmalpflege und Heimatschutz, 17. Jahrgang 1924, Nr. 1 (Juni), S. 48–68.
- Paul Sültenfuß: Das Düsseldorfer Wohnhaus bis zur Mitte des 19. Jahrhunderts. Dissertation, Technische Hochschule Aachen, 1922.
- Paul Sültenfuß: Das Zunftwesen im alten Düsseldorf. In: Alt-Düsseldorf, Jg. 1 Nr. 1 (7. Februar 1924), S. 6 bis. S. 7 und Nr. 2 (20. März 1924), S. 2.